# Our Choice
Chansons représentant l'Islande au Concours Eurovision de la chanson
Paper
(2017) Hatrið mun sigra
(2019)
Our Choice (« Notre choix ») est une chanson interprétée par le chanteur islandais Ari Ólafsson. Elle est sortie le 19 janvier 2018 en téléchargement numérique. C'est la chanson qui représente l'Islande  au Concours Eurovision de la chanson 2018 à Lisbonne au Portugal. Elle est intégralement interprétée en anglais.

## Concours Eurovision de la chanson

### Sélection
La chanson est sélectionnée lors de l'émission Söngvakeppnin 2018, diffusée par la chaîne islandaise RÚV. Elle est élue représentante de l'Islande à 53,23 % des voix lors de la finale du télé-crochet.

### À Lisbonne
Lors de la première demi-finale, la chanson est la deuxième dans l'ordre de passage, suivant X My Heart de l'Azerbaïdjan et précédant Mall de l'Albanie. Elle terminera à la 19e et dernière place avec 15 points, ce qui ne lui permet pas de se qualifier.

## Liste des pistes
| 1. | Our Choice | 3:00 |